# Burnout 2: Point of Impact
Burnout 2: Point of Impact — видеоигра в жанре аркадных автогонок с элементами гонок на выживание, разработанная студией Criterion Games и изданная компанией Acclaim Entertainment для игровой приставки PlayStation 2 в 2002 году. Улучшенные версии для GameCube и Xbox вышли в 2003 году. Последняя также издавалась под названием Burnout 2: Point of Impact Developer’s Cut в США. Игра является сиквелом Burnout.
В Burnout 2: Point of Impact, как и в предшественнике, предлагаются несколько режимов игры, как в одиночном, так и многопользовательском варианте. Машины в игре являются вымышленными моделями, основанные на реальных автомобилях, и получают реалистичные повреждения в результате столкновений. Основным нововведением в продолжении является режим «Crash», в котором необходимо устроить массовое дорожно-транспортное происшествие на дороге, набрав достаточное количество ущерба, чтобы победить.
Игра основана на предыдущей части серии, сохраняя агрессивный стиль вождения. В ходе создания команда разработчиков значительно улучшила графику и внесла нововведения в игровой процесс. Burnout 2: Point of Impact получила высокие оценки от прессы. Журналисты хвалили аркаду за визуальное оформление, интересный геймплей и проработанные аварии. В 2004 году было выпущено продолжение — Burnout 3: Takedown.

## Игровой процесс
Burnout 2: Point of Impact представляет собой аркадную гоночную игру, выполненную в трёхмерной графике. Как и предыдущая часть серии, сиквел сосредотачивается на гонках с уклоном на аварии и опасное вождение. Автомобили в игре являются вымышленными моделями, но имеют подробные повреждения при столкновениях. Соревнования в игре представляют собой гонки с соперниками, на время, чемпионаты, преследования и другие. Всего присутствует семь режимов: «Custom Series Championship», «Championship», «Single Race», «Time Attack», «Offensive driver 101», «Crash» и «Pursuit». Некоторые из них доступны в многопользовательском варианте с технологией разделённого экрана.

## Рекламная кампания
В целях продвижения игры её издатель, Acclaim Entertainment, предложил оплатить за водителей все штрафы за превышение скорости на территории Великобритании в день выхода игры. После негативной реакции со стороны правительства Соединенного Королевства рекламная акция была отменена.

## Оценки и мнения
| Сводный рейтинг       | Сводный рейтинг                                                                    | Сводный рейтинг                                                                    | Сводный рейтинг                                                                    |
| Издание               | Оценка                                                                             | Оценка                                                                             | Оценка                                                                             |
| Издание               | GC                                                                                 | PS2                                                                                | Xbox                                                                               |
| --------------------- | ---------------------------------------------------------------------------------- | ---------------------------------------------------------------------------------- | ---------------------------------------------------------------------------------- |
| GameRankings          | 89,43 %                                                                            | 88,22 %                                                                            | 88,55 %                                                                            |
| Game Ratio            | 88 %                                                                               | 87 %                                                                               | 88 %                                                                               |
| Metacritic            | 89/100                                                                             | 86/100                                                                             | 88/100                                                                             |
| MobyRank              | 86/100                                                                             | 87/100                                                                             | 87/100                                                                             |
| Иноязычные издания    |                                                                                    |                                                                                    |                                                                                    |
| Издание               | Оценка                                                                             | Оценка                                                                             | Оценка                                                                             |
| Издание               | GC                                                                                 | PS2                                                                                | Xbox                                                                               |
| AllGame               | [ 12 ]                                                                             | [ 13 ]                                                                             | [ 14 ]                                                                             |
| Edge                  |                                                                                    | 8/10                                                                               |                                                                                    |
| EGM                   | 8/10                                                                               | 8,33/10                                                                            | 8,17/10                                                                            |
| Eurogamer             |                                                                                    | 9/10                                                                               | 8/10                                                                               |
| G4                    | 4/5                                                                                |                                                                                    |                                                                                    |
| Game Informer         | 8,5/10                                                                             | 8/10                                                                               | 8,5/10                                                                             |
| GamePro               | 4,5 из 5 звёзд · 4,5 из 5 звёзд · 4,5 из 5 звёзд · 4,5 из 5 звёзд · 4,5 из 5 звёзд | 4,5 из 5 звёзд · 4,5 из 5 звёзд · 4,5 из 5 звёзд · 4,5 из 5 звёзд · 4,5 из 5 звёзд | 4,5 из 5 звёзд · 4,5 из 5 звёзд · 4,5 из 5 звёзд · 4,5 из 5 звёзд · 4,5 из 5 звёзд |
| GameSpot              | 8,5/10                                                                             | 8,3/10                                                                             | 8,6/10                                                                             |
| GameSpy               | [ 22 ]                                                                             | [ 23 ]                                                                             | [ 24 ]                                                                             |
| GameZone              | 9/10                                                                               | 8,5/10                                                                             | 9,3/10                                                                             |
| IGN                   | 8,5/10                                                                             | 9/10                                                                               | 8,6/10                                                                             |
| Nintendo Power        | 4,5/5                                                                              |                                                                                    |                                                                                    |
| Nintendo World Report | 9/10                                                                               |                                                                                    |                                                                                    |
| OPM                   |                                                                                    | 4/5                                                                                |                                                                                    |
| OXM                   |                                                                                    |                                                                                    | 9/10                                                                               |
| Play (UK)             |                                                                                    | 4/5                                                                                | 4/5                                                                                |
| TeamXbox              |                                                                                    |                                                                                    | 4,6/5                                                                              |
| Русскоязычные издания |                                                                                    |                                                                                    |                                                                                    |
| Издание               | Оценка                                                                             | Оценка                                                                             | Оценка                                                                             |
| Издание               | GC                                                                                 | PS2                                                                                | Xbox                                                                               |
| «Страна игр»          | 7,5/10                                                                             | 7,5/10                                                                             | 7,5/10                                                                             |

Burnout 2: Point of Impact получила позитивные отзывы от критиков. На сайтах GameRankings и Metacritic средняя оценка игры составляет 89,43 % и 89/100 в версии для GameCube, 88,55 % и 88/100 для Xbox, 88,22 % и 86/100 для PlayStation 2 соответственно.